# 17079 Лавровський
17079 Лавровський (17079 Lavrovsky) — астероїд головного поясу, відкритий 17 квітня 1999 року.
Тіссеранів параметр щодо Юпітера — 3,479.